# Lysette Anthony
Lysette Anthony, egentligen Lysette Chodźko, född 26 september 1963 i London i England, är en brittisk skådespelare. I Sverige är hon mest känd i rollen som Lady Rowena i TV-filmen Ivanhoe som sänds i svensk television på nyårsdagen.
År 2017 blev hon en av de många kvinnor som anklagat filmproducenten Harvey Weinstein för att ha utsatt henne för sexuella övergrepp och trakasserier.

## Filmografi i urval
- 1982 – Oliver Twist (TV-film)
- 1982 – Ivanhoe, lady Rowena
- 1983 – Dombey and Son (TV-serie)
- 1983 – Princess Daisy, lady Sarah
- 1983 – Night Train to Murder, Kathy Chalmers
- 1983 – Krull, prinsessan Lyssa
- 1984 – L'étincelle, Patricia
- 1985 – Oliver Twist (TV-serie), Agnes/Rose
- 1987 – Look Good, Feel Fantastic
- 1987 – The Emperor's New Clothes, prinsessan Gilda
- 1987 – Looking for Eileen, Eileen/Marjan
- 1988 – Ombytta roller på Baker Street, Fake Leslie
- 1988 – Jack the Ripper (TV-serie), Mary Jane Kelly
- 1989 – The Lady and the Highwayman, lady Panthea Vyre
- 1990 – De grå pärlorna, Mistral
- 1991 – The Pleasure Principle, Charlotte
- 1991 – Switch, Liz
- 1992 – Fruar och äkta män, Sam
- 1993 – The Hour of the Pig, Filette d'Auferre
- 1993 – Face the Music, Julie Sanson
- 1993 – Titta vem som snackar nu!, Samantha
- 1994 – Save Me, Ellie
- 1994 – The Hard Truth, Lisa Kantrell
- 1994 – A Brilliant Disguise, Michelle Ramsey
- 1994 – Target of Suspicion, Jennifer
- 1995 – Dead Cold, Alicia
- 1995 – Affair Play Lucy/Lisa
- 1995 – Dr. Jekyll and Ms. Hyde, Sara Carver
- 1995 – Dracula – död men lycklig, Lucy
- 1996 – Triss i skräck, Laura/Bobbys mamma/doktor Simpson
- 1997 – Robinson Crusoe, Mrs Crusoe
- 1997 – The Fiancé, Faith Moore
- 1997 – Ett vakande öga, Caitlin Bourke
- 1998 – Talos – mumiens förbannelse, Claire
- 2004 – Agatha Christies Poirot (TV-serie), The Hollow, Veronica Cray
- 2004 – The Bill (TV-serie), avsnitt 196, 232–235, Rachel Heath
- 2008 – Hollyoaks (TV-serie), avsnitt 1.2458, Yvonne Summers
- 2009 – Hollyoaks (TV-serie), avsnitt 1.2568, Yvonne Summers
- 2010 – Coronation Street (TV-serie), avsnitt 1.7402, Lydia Radcliffe